# Arundinella pumila
Arundinella pumila är en gräsart som först beskrevs av Ferdinand von Hochstetter, och fick sitt nu gällande namn av Ernst Gottlieb von Steudel. Arundinella pumila ingår i släktet Arundinella och familjen gräs. Inga underarter finns listade i Catalogue of Life.